# Rectoria (Pelagalls)
La Rectoria és una casa de Pelagalls, al municipi dels Plans de Sió (Segarra), inclosa a l'Inventari del Patrimoni Arquitectònic de Catalunya.

## Descripció
Està situada al mig del carrer principal del nucli, realitzada amb paredat i amb coberta a dues aigües.
A la façana principal es poden distingir planta baixa i dues plantes superiors. A la planta baixa trobem la porta d'accés, amb llinda superior, per sobre de la qual s'hi pot observar un arc de descàrrega, amb la presència de petites obertures situades a la dreta en forma d'espitlleres. Al llarg de la façana principal es pot observar que les obertures de finestres no presenten cap mena de simetria, així a la primera planta es poden observar tres finestres amb llinda superior de diferents dimensions, igual que a la segona planta on les obertures es redueixen a dues.
A la façana posterior, tornem a trobar la distribució de planta baixa i dues plantes superiors. Trobem tres grans contraforts, enmig dels quals s'accedeix a uns espais interiors mitjançant arcs de mig punt, a la planta baixa, possiblement destinats a usos agrícoles i ramaders. Per damunt d'aquesta estructura, ja a la primera planta, trobem una gran terrassa tancada amb baranes de ferro forjat, per sota de les quals es pot observar una decoració en forma de petites arcades. Ja a la segona planta, trobem tres finestres de grans dimensions amb una biga superior desenvolupant la funció de la llinda, amb una decoració amb maó situada sota la terrassa superior, que té la funció de coberta.